# 김원식 (축구 선수)
김원식(한국 한자: 金元植, 1991년 11월 5일 ~)은 대한민국의 축구 선수로서 포지션은 수비수, 수비형 미드필더이다.
스스로 밝힌 선수로서의 장점은 안정적인 킥·조율 능력·강력한 피지컬이고, 부족한 부분은 적극성이다. 좋아하는 선수는 김남일과 야야 투레로, 그의 포지션인 수비형 미드필더이다.

## 유스팀 경력
김원식은 동명초등학교 3학년이던 2000년에 축구를 시작한 이후, 줄곧 엘리트 코스를 밟았다. 수비형 미드필더로 자리잡은 동북중학교 시절, 탐라기 전국중학교축구대회에서 5골을 몰아넣으며 우승했다. 대회 MVP에 선정되며 동년배 중 단연 앞서나갔다. 동북고등학교 1학년 때 대한축구협회 축구영재 유학프로그램의 수혜자로 선발됐다.
2007년 여름에 지동원, 남태희와 함께 대한축구협회 우수선수 해외유학 프로젝트에 선발되어 프리미어리그 레딩 유소년 클럽에 입단하였다. 2008년 겨울까지 꼬박 1년 반을 레딩에서 보낸 후, 2009년 1월 프랑스 리그 1 발랑시엔 FC에서 입단 테스트를 받아 긍정적인 평가를 받았으나 프로 계약 체결을 위해선 만 18세까지 기다려야 했다. 하지만 18세가 되기 불과 5개월 전 입단을 약속했던 앙투안 콩부아레 감독이 파리 생제르맹 FC로 자리를 옮기면서 최종 입단은 좌절되었다.

## 클럽 경력
리그 2 아미앵 SC에서 입단 테스트 제의를 받은 바 있으며 2010년에는 관심을 보인 FC 낭트에서 테스트를 받아서 역시 좋은 평가를 받았으나, FC 낭트가 리그 2로 강등당하고, 설상가상 구단 경영난까지 겹치며 입단이 다시 무산되었다. 이후 FC 낭트 산하 4부리그 포 FC에서 잠시 활약하였고, 정조국이 뛰었던 AJ 오세르에서 입단 테스트를 받았다. 테스트 결과를 기다리던 중, 장 페르난데스 감독이 AS 낭시로 떠났다는 소식이 들려오자, 그는 한국에 돌아오기로 했다.

### FC 서울
프랑스에서의 시련을 "돈 주고도 살 수 없는 경험"이라는 한마디로 규정한 김원식은 2012 K리그 신인선수 선발 드래프트에 지원서를 냈다. 2011년 11월 9일에 열린 2012년 K리그 드래프트에서 FC 서울에 우선지명되며 입단하였다.
안산 무궁화에서 군복무와 인천 유나이티드의 임대기간을 거쳐 2016년부터 비로소 FC 서울 유니폼을 입고 경기에 나서기 시작했다. 인천에서 임대로 활약하며 경험을 쌓은 김원식은 서울 복귀 후. 김진규의 계약 만료, 이웅희의 군입대로 빈 서울 수비를 메웠다. 또한 2016년 3·1절에 서울월드컵경기장에서 열린 2016 AFC 챔피언스리그 F조 조별리그 2차전 산프레체 히로시마와의 경기에서, 전반 31분에 신진호의 코너킥이 흐른 것을 침착하게 밀어 넣으며, 자신의 FC 서울에서의 첫 득점이자 팀의 첫 골을 넣으며, 팀의 4-1 대역전승을 이끌었다. 이날 김원식은 오스마르(왼쪽)·김동우(오른쪽)와 함께 스리백의 중앙에 배치되어 히로시마의 공격을 잘 차단해냈고, 자신의 프로 통산 첫 골까지 터트리며 맹활약했다.

### 안산 무궁화 축구단
그는 FC 서울 입단 후 1년 후인 2013년 안산 무궁화 축구단에 입단하여 2013·2014 시즌 두 시즌 간 활약하며 군 복무를 끝마치고 서울로 복귀하였다.

### 인천 유나이티드 FC
다시 2015 시즌을 앞두고 인천 유나이티드 FC로 임대되어 K리그 입성 후 처음으로 주전으로 활약하기 시작하였다. 미드필더#수비형 미드필더로 인천의 중원에서 핵심 선수로 활약하였으나 임대 계약 조항에 따라 FC 서울과의 경기에서는 리그 경기와 FA컵 결승전에는 출전하지 못하고 관중석에서 지켜봐야 했다.

### 광주 FC
2021 시즌을 앞두고 광주 FC로 이적하였고, 이적 첫 해에 광주의 주장으로 선임되었다.

### 서울 이랜드 FC
2022년 1월 30일, 서울 이랜드 FC로 이적했다.
2022년 2월 20일에 열린 경남 FC와의 원정경기에서 87분 김인성과 교체 투입되었다.

## 수상 내역

### 클럽

#### FC서울
- K리그 클래식
  - 우승 1회 : 2016

## 가족관계
- 배우자 : 정효선 (2020년 11월 8일 ~ 현재)

## 참고 자료
- 김원식 인터뷰 : 서울의 마스체라노’ 김원식, 넘어져도 또 일어선다